# Faeto, Varana, Torrente Fossa
Faeto, Varana, Torrente Fossa este o arie protejată (arie specială de conservare — SAC, sit de importanță comunitară — SCI) din Italia întinsă pe o suprafață de 391 ha, integral pe uscat.

## Localizare
Centrul sitului Faeto, Varana, Torrente Fossa este situat la coordonatele 44°27′12″N 10°46′38″E / 44.453333°N 10.777222°E.

## Înființare
Situl Faeto, Varana, Torrente Fossa a fost declarat sit de importanță comunitară în iulie 2002 pentru a proteja 10 specii de animale. Situl a fost protejat și ca arie specială de conservare în martie 2019.

## Biodiversitate
Situată în ecoregiunea continentală, aria protejată conține 11 habitate naturale: Pante stâncoase silicioase cu vegetație casmofită, Pajiști uscate seminaturale și facies de acoperire cu tufișuri pe substraturi calcaroase (Festuco-Brometalia) (* situri importante pentru orhidee), Păduri de Castanea sativa, Pseudostepă cu ierburi și specii anuale de Thero-Brachypodietea, Formațiuni de Juniperus communis pe lande sau pajiști calcaroase, Pajiști cu Molinia pe soluri calcaroase, turboase sau argilos-nămoloase (Molinion caeruleae), Păduri aluvionare cu Alnus glutinosa și Fraxinus excelsior (Alno-Padion, Alnion incanae, Salicion albae), Ape puternic oligomezotrofe cu vegetație bentonică cu Chara spp., Galerii de Salix alba și de Populus alba, Păduri de stejar alb estice, Roci stâncoase cu vegetație pionieră de Sedo-Scleranthion sau Sedo albi-Veronicion dillenii.
La baza desemnării sitului se află mai multe specii protejate:
- păsări (4): caprimulg (Caprimulgus europaeus), erete cenușiu (Circus pygargus), sfrâncioc roșiatic (Lanius collurio), viespar (Pernis apivorus)
- amfibieni (1): Triturus carnifex
- nevertebrate (3): Austropotamobius pallipes, Euplagia quadripunctaria, rădașcă (Lucanus cervus)
- pești (2): Barbus plebejus, Telestes muticellus

Pe lângă speciile protejate, pe teritoriul sitului au mai fost identificate 8 specii de plante, 6 specii de amfibieni, 9 specii de mamifere, 1 specie de pești, 7 specii de reptile.